# Southern Downs Region
Koordinaten: 28° 13′ S, 152° 0′ O

Die Southern Downs Region ist ein lokales Verwaltungsgebiet (LGA) im australischen Bundesstaat Queensland. Das Gebiet ist 7106 km² groß und hat etwa 36.000 Einwohner (Stand: 2021). 2016 betrug die Einwohnerzahl 35.110.

## Geografie
Die Region liegt im äußersten Südosten des Staats an der Grenze zu New South Wales etwa 130 km südwestlich der Hauptstadt Brisbane.
Größte Stadt und Verwaltungssitz der LGA ist Warwick mit etwa 14.100 Einwohnern. Zur Region gehören folgende Stadtteile und Ortschaften: Allan, Allora, Amiens, Applethorpe, Ballandean, Bapaume, Berat, Bony Mountain, Broadwater, Canningvale, Cannon Creek, Cherry Gully, Clintonvale, Cottonvale, Cunningham, Dalcouth, Dalveen, Danderoo, Deuchar, Diamondvale, Elbow Valley, Ellinthorp, Emu Vale, Eukey, Fletcher, Fleurbaix, Forest Springs, Freestone, Girraween, Gladfield, Glen Aplin, Glen Niven, Glengallan, Glenlyon, Goldfields, Goomburra, Greenlands, Greymare, Hendon, Junabee, Karara, Killarney, Kyoomba, Leslie, Leslie Dam, Leyburn, Loch Lomond, Lyra, Maryvale, Massie, Mingoola, Montrose, Morgan Park, Mount Colliery, Mount Marshall, Mount Sturt, Mount Tabor, Mount Tully, Murrays Bridge, North Branch, Nundubbermere, Old Talgai, Palgrave, Passchendaele, Pikedale, Pikes Creek, Pozieres, Pratten, Rodgers Creek, Rosehill, Rosenthal Heights, Severnlea, Silverwood, Sladevale, Somme, Spring Creek, Springdale, Stanthorpe, Storm King, Sugarloaf, Sundown, Swan Creek, Swanfels, Talgai, Tannymorel, Thane, Thanes Creek, The Falls, The Glen, The Head, The Hermitage, The Summit, Thorndale, Thulimbah, Toolburra, Tregony, Upper Freestone, Upper Pilton, Upper Wheatvale, Victoria Hill, Wallangarra, Warwick, Wheatvale, Wildash, Willowvale, Wiyarra, Womina, Wyberba und Yangan.

## Geschichte
Die heutige Southern Downs Region entstand 2008 aus den beiden Shires Stanthorpe und Warwick.

## Verwaltung
Der Southern Downs Regional Council hat neun Mitglieder. Der Mayor (Bürgermeister) und acht weitere Councillor werden von allen Bewohnern der Region gewählt. Die LGA ist nicht in Wahlbezirke unterteilt.